# Симеон Мовила
Симеон Мовила (на румънски: Simion Movilă) е господар на Влашко и Молдова.

## Живот
Произхожда от болярския род Мовила. Той е син на Йоан (Иван) Мовила, поставен начело на Княжество Молдова от Жечпосполита, и на Мария, дъщеря на Петър IV Рареш, княз на Молдова. Брат е на Eремия Мовила и е баща на Петър Мовила.
През 1595 г., годината на Брестката уния, хетманът Ян Замойски, начело на полската армия, нахлува в Молдова и поставя за господар своето протеже Йеремия Мовила – брат на Симеон Мовила. През 1597 г. молдовският владетел назначава своя по-малък брат Симеон за сучавски хетман.
През 1599 г., под натиск на Полша, трансилванският принцепс Андраш Батори и молдовският господар Йеремия Мовила решават да свалят от власт Михай Витязул и да наложат Симеон Мовила за влашки господар. В резултат от този експеримент, Михай Витязул обединява за първи път в историята трите дунавски княжества, след като през 1599 г. влашкият владетел навлиза в Трансилвания и разбива силите на Андраш Батори в битката при Сибиу. Андраш е убит в битката от разярени секеи. През август 1600 г. Михай Витязул нахлува в Молдова и окупира княжеството. Молдовският владетел Йеремия бяга в Хотин, откъдето търси помощ от Жечпосполита.
През 1600 г. полската армия, под командването на хетмана Ян Замойски, нахлува в Молдова и разбива армията на Михай Витязул. Сигизмунд Батори отново застава начело на Трансилвания, а Йеремия е отново господар на Молдова. През есента на 1600 г. Симеон Мовила е вече господар на Влахия, където започва гражданска война с привържениците на Витязул. През юли 1601 г., след смъртта на Михай Витязул, той е прогонен от Влахия, където господар става Щербан. С полска военна помощ Симеон Мовила успява за кратко да си върне властта във Влашко, но през август 1602 г. отново е изгонен.
През 1606/07 г. Симеон Мовила е за година господар на Молдова.
Умира на 14/24 септември 1607 г. Гробът му се намира във фамилен погребален параклис в манастира Сучевица, както и този на Еремия Мовила.